# Прича о калуђерици (филм)
Прича о калуђерици је филмска драма из 1959. године, заснована на истоименом роману којег је написала Катрин Хулм. Филм је режирао Фред Зинеман, док глумачку поставу чине: Одри Хепберн, Питер Финч, Идит Еванс и Пеги Ашкрофт.